# NPa Pirajá (P-11)
O NPa Pirajá (P-11) é uma embarcação da Marinha do Brasil, da Classe Piratini, que exerce a função de navio-patrulha.

## Missão
Construído no Arsenal de Marinha do Rio de Janeiro, na Ilha das Cobras, conforme modelo da Classe Cape da Guarda Costeira dos Estados Unidos.
Operando inicialmente no Grupamento Naval do Nordeste, foi transferido em 1996 para o 6º Distrito Naval, operando na Flotilha do Mato Grosso, com base em Ladário no Mato Grosso do Sul.
- Batimento de Quilha: 27 de maio de 1968
- Lançamento: 6 de abril de 1970
- Incorporação: 26 de março de 1971

## Origem do nome
É o sexto navio da Marinha do Brasil a utilizar o nome "Pirajá", em homenagem a região localiza no estado brasileiro da Bahia de mesmo nome aonde ocorreu a Batalha do Pirajá. Os brasileiros naquela oportunidade lutavam pela Independência da Bahia. Lembra também um aguaceiro característico que cai entre os Abrolhos e o Cabo de Santo Agostinho.
As outras embarcações foram: Brigue Pirajá (1824), Brigue Escuna Pirajá (1836),  Vapor Pirajá (1859),  Transporte Pirajá (1867) e Brigue Pirajá (1892)

## Características
- Deslocamento :105 ton (carregado)
- Dimensões (metros): comprimento 28,95 m; boca 6,10 m; calado 1,90 m
- Velocidade (nós): 19 (máxima), 15 (cruzeiro) e 12 (econômica)
- Propulsão: 4 motores diesel Cummins VT-12M de 1.100 bhp de potência combinada
- Autonomia : 1.000 km a 15 nós; 1.700 km a 12 nós; 18 dias em operação contínua
- Sistema Elétrico: 1 gerador de 40 Kw.
- Armamento:
  - 3 metralhadoras .50 pol, em um reparo simple e em outro reparo duplo
  - 1 morteiro de 81 mm, na proa
- Tripulação: 16 homens (2 oficiais)